# مولانا بهشانی
عبدالحمید خان بهشانی (بنگالی: আব্দুল হামিদ খান ভাসানী، زاده ۱۲ دسامبر ۱۸۸۰ – درگذشته ۱۷ نوامبر ۱۹۷۶), معروف به مولانا بهشانی یک عالم (اسلام) و رهبر سیاسی راج بریتانیا (بنگلادش امروزی) بود. دوران فعالیت‌های سیاسی او مقارن با راج بریتانیا، پاکستان و بنگلادش بوده‌است.